# Amour, délices et cie
Amour, délices et Cie est une série télévisée québécoise en treize épisodes de 25 minutes scénarisée par Réal Giguère et diffusée du 9 juin au 1er septembre 1969 à Télé-Métropole.

## Synopsis
Denyse Latour et Michel Dupré sont un couple qui travaillent dans une compagnie d'aviation mais doivent garder leur union secrète pour éviter de perdre leur emploi. Ce secret va les mettre dans des situations confuses et drôles.

## Fiche technique
- Scénarisation : Réal Giguère
- Réalisation : Jean-Louis Sueur
- Société de production : Télé-Métropole

## Distribution
- Serge Laprade : Michel Dupré
- Francine Morand : Denyse Latour
- Suzanne Valéry : Monique Lemieux
- Serge Lasalle : Gaston Ménard
- Yvan Canuel : M. Duguay
- Ronald France
- Mireille Lemelin
- Madeleine Touchette
- Ledy Violette